# Brasil (álbum)
Brasil es el noveno álbum de estudio del cantante y guitarrista João Gilberto, grabado en compañía de Caetano Veloso, Gilberto Gil y la participación especial de Maria Bethânia. Fue lanzado en octubre de 1981 bajo el sello WEA en Brasil, y distribuido por Warner Bros. Records y Philips Records en Estados Unidos y Europa.
Producido por el mismo Gilberto, el álbum continúa en la línea del jazz y bossa nova de sus trabajos anteriores, e incluye arreglos y sonidos de la música popular brasileña (MPB) con una extensa banda orquestal.
Brasil fue bien recibido por la crítica y está considerado entre los mejores trabajos de Gilberto. El 14 de septiembre de 1993 fue lanzado en versión CD, junto al álbum Amoroso de 1977.

## Antecedentes y desarrollo
Luego de años viviendo y grabando en Estados Unidos, desde las sesiones de Getz/Gilberto en 1963 hasta 1979, regresa a Río de Janeiro, volviendo a residir definitivamente en su natal Brasil.
Elogiado por su aporte e influencia a nuevas generaciones de músicos, Gilberto se une a tres figuras emblemáticas de la tropicalia - movimiento que incorporó el rock y la psicodelia a la música subversiva de izquierda contra la autoritaria dictadura militar - y declarados admiradores del cantante: Caetano Veloso, Gilberto Gil y Maria Bethânia.
En 1981 se llevan a cabo las sesiones del nuevo álbum, titulado Brasil. En este trabajo destaca las voces al unísono de Gilberto, Veloso y Gil, como si fuera una sola voz, y un canto poco habitual de parte de Bethânia: sin gritos, gemidos ni drama, técnica habitual en la tropicalia.

## Contenido
Brasil se compone de seis canciones.
"Aquarela do Brasil" es una de las canciones brasileñas más populares de todos los tiempos, escrita por el compositor mineiro Ary Barroso en 1939. Grabada por primera vez por Francisco Alves, ha sido versionada por diversos artistas, destacándose Carmen Miranda, Antônio Carlos Jobim, Gal Costa y Elis Regina, entre otros. "Aquarela do Brasil" fue nombrada como la quinta mejor canción brasileña los tiempos por el periódico Folha de S. Paulo en 2001, y como la segunda según Rolling Stone Brasil, después de "Construção" de Chico Buarque.
"Disse alguem" es una versión en portugués del estándar de jazz "All of Me", con letra y música de Gerald Marks y Seymour Simons en 1931. Fue estrenada el mismo año por la actriz y cantante Belle Baker en una transmisión radial. Las versiones de Paul Whiteman con la vocalista Mildred Bailey, Louis Armstrong y Billie Holiday están consideradas entre las mejores. Las letras en portugués fueron escritas por Haroldo Barbosa, coautor de la canción "Tin Tin Por Tin Tin" del álbum previo de Gilberto, Amoroso (1977).
"Bahia com H" es una samba compuesta por Denis Brean (Augusto Duarte Ribeiro), y grabada por primera vez en 1959 por Luiz Arruda Paes y Orquestra en su álbum Brasil em tempo de dança y Breno Sauer Quinteto en Viva o samba.
"No tabuleiro da baiana" es una samba-batuque de Ary Barroso, y se convirtió en su primer éxito en 1936 en manos de Carmen Miranda. La canción es un homenaje a la figura típica de Salvador: la bahiana, quien mantiene vivas las tradiciones culinarias de origen africano, haciendo referencia a las comidas típicas en la mesa bahiana (vatapá, caruru y mungunzá) y asociándolo a su encanto y belleza. "No tabuleiro da baiana" contó con la participación especial de Maria Bethânia.
"Milagre" fue grabada en 1977 por Nana Caymmi, escrita por su padre Dorival Caymmi, y lanzada en su álbum Nana. Otra versión de la canción apareció en Horizonte aberto de Sérgio Mendes en 1979.
"Cordeiro de nanã" fue escrita por Dadinho y Mateus Aleluia, integrantes de la banda de MPB Os Tincoãs y grabada en 1977 en el álbum Os Tincoãs. Es la canción que cierra el disco, y la más breve, con una duración menor de un minuto y medio.

## Carátula
Hay dos carátulas diferentes de Brasil. La primera, muestra una imagen de perfil de Gilberto, con el título del álbum y los artistas colaboradores con los colores de la bandera de Brasil (amarillo, verde y azul), mientras que la segunda versión es una fotografía tomada en las sesiones de grabación, donde aparecen de izquierda a derecha Bethânia, Gilberto, Veloso y Gil. De esta última versión, hay dos variantes que solo cambian en su caligrafía.
El diseño y la dirección de arte estuvo a cargo del destacado ilustrador Rogério Duarte, y la fotografía en manos de Rogério Sganzerla.

## Recepción crítica
Scott Yanow de Allmusic escribió: «Brasil tiene sus momentos de interés (incluida una versión brasileña de "All of Me") y encuentra a Gilberto respaldado por los arreglos de Johnny Mandel y asistido por los cantantes Caetano Veloso, Gilberto Gil y Maria Bethânia. En general, no hay mucha variedad a lo largo de este programa suavemente oscilante, pero estas son un par de las mejores grabaciones de Gilberto posteriores a 1970» Evaluó al álbum (en su versión en CD lanzada junto a Amoroso) con el máximo de 5 estrellas, y citó como pista destacada (track pick) a "Aquarela do Brasil".

## Legado
Después de Brasil, Gilberto disminuyó considerablemente la cantidad de grabaciones en estudio, lanzando un nuevo álbum diez años después (João en 1991). En 2000 graba João voz e violão, el cual sería su último disco.
Sin embargo, continuaría realizando conciertos, dando paso a los álbumes en vivo João Gilberto Live at Umbria Jazz (2002), João Gilberto in Tokyo (2004) y Getz/Gilberto '76 con Stan Getz, por mencionar algunos.
A pesar de que Brasil fue grabado en una etapa menos productiva del artista, los críticos coinciden en que fue bastante creativa. Eddin Khoo de la revista malasia Options escribió en 2019: «durante todo este tiempo, Gilberto siguió siendo una figura introvertida y profundamente solitaria, considerada un poco excéntrica por su profundo amor por los gatos. A pesar de todo lo que Getz/Gilberto fue, sus últimos álbumes en solitario, Amoroso, João Gilberto y João, en particular, forjaron la impresión más profunda e intensa, marcada por el aventurerismo y el perfeccionismo que hicieron de Gilberto la figura admirada e intrigante que era.»

## Lista de canciones

### Versión LP
- Lado A

| N.º | Título                                               | Escritor(es)                                    | Duración |  |
| 1.  | «Aquarela do Brasil»                                 | Ary Barroso                                     | 6:34     |  |
| 2.  | «Disse alguém» (versión en portugués de "All of Me") | Haroldo Barbosa · Gerald Marks · Seymour Simons | 5:18     |  |
| 3.  | «Bahia com H»                                        | Augusto Duarte Ribeiro                          | 5:13     |  |

- Lado B

| N.º | Título                   | Escritor(es)             | Duración |  |
| 4.  | «No tabuleiro da baiana» | Barroso                  | 4:50     |  |
| 5.  | «Milagre»                | Dorival Caymmi           | 4:57     |  |
| 6.  | «Cordeiro de nanã»       | Dadinho · Mateus Aleluia | 1:20     |  |

### Versión CD:Amoroso/Brasil
| Brasil |                                                      |                                         |          |  |
| N.º    | Título                                               | Escritor(es)                            | Duración |  |
| 1.     | «'S Wonferful»                                       | George Gershwin · Ira Gershwin          | 4:10     |  |
| 2.     | «Estate»                                             | Bruno Martino · Bruno Brighetti         | 6:27     |  |
| 3.     | «Tin Tin Por Tin Tin»                                | Haroldo Barbosa · Geraldo Jacques       | 3:40     |  |
| 4.     | «Bésame mucho»                                       | Consuelo Velázquez                      | 8:46     |  |
| 5.     | «Wave»                                               | Antônio Carlos Jobim                    | 4:41     |  |
| 6.     | «Caminhos cruzados»                                  | Jobim · Newton Mendonça                 | 6:14     |  |
| 7.     | «Triste»                                             | Jobim                                   | 4:19     |  |
| 8.     | «Zíngaro»                                            | Jobim · Chico Buarque                   | 6:22     |  |
| 9.     | «Aquarela do Brasil»                                 | Ary Barroso                             | 6:34     |  |
| 10.    | «Disse alguém» (versión en portugués de "All of Me") | Barbosa · Gerald Marks · Seymour Simons | 5:18     |  |
| 11.    | «Bahia com H»                                        | Augusto Duarte Ribeiro                  | 5:13     |  |
| 12.    | «No tabuleiro da baiana»                             | Barroso                                 | 4:50     |  |
| 13.    | «Milagre»                                            | Dorival Caymmi                          | 4:57     |  |
| 14.    | «Cordeiro de nanã»                                   | Dadinho · Mateus Aleluia                | 1:20     |  |

## Personal

### Producción
- Producción musical y artística por João Gilberto para WEA Brasil.
- Producción ejecutiva: André Midani, Guto Graça Mello y Krikor Tcherkesian
- Arreglos y conducción: Johnny Mandel
- Concertino: Gerald Vinci
- Coordinación: Julie Sayers
- Ingeniería (grabación) y mezcla de audio: Celio Martins y Joel Moss
- Asistente de ingeniería: Eduardo Remalho y Russ Bracher
- Masterización digital: Lee Herschberg
- Dirección de arte y diseño: Rogério Duarte
- Fotografía: Rogério Sganzerla
- Grabado en Estúdios da SIGLA, Río de Janeiro, Brasil, y Britannia Studios y Sounds Good Recordings, Los Ángeles, Estados Unidos, 1981

### Músicos
- João Gilberto: voz y guitarra
- Jim Hughart - contrabajo
- Joe Correro - batería
- Bud Shank - flauta
- Eddie Cainf - flauta
- Glen Garrett - flauta
- Harry Klu - flauta
- Stella Castellucci - arpa
- Clare Fisher - teclados
- Paulinho da Costa - percusión
- Michael Boddicker - sintetizador
- Milcho Leviev - sintetizador
- David Schwartz - viola
- Helaine Wittenberg - viola
- Marilyn Baker - viola
- Bonnie Douglas - violín
- Gerald Vinci - violín
- Harry Bluestone - violín
- Isabelle Daskoff - violín
- Israel Baker - violín
- Jerry Reisler - violín
- John Wittenberg - violín
- Joe Goodman - violín
- Nathan Ross - violín
- Paul Shure - violín
- Bobby Dubow - violín
- Bob Lipsett - violín
- Anne Goodman - violonchelo
- Roger Lebon - violonchelo